# ARRI
ARRI (Arnold e Richter Cine Technik) é uma empresa alemã que projeta e fabrica equipamentos profissionais para o audiovisual, focando na indústria cinematográfica. Fundada em 1917 na cidade de Munique, Alemanha, onde se situa até hoje. Seus produtos atuais são câmeras digitais, lentes, acessórios de câmera, sistemas de estabilização de câmera, equipamentos de iluminação, tecnologias de telecinegam, soluções de arquivamento, equipamentos e serviços de pós produção e equipamento hospitalar.  A tradição da ARRI com fabricação, pesquisa e desenvolvimento de câmeras analógicas durante a sua história é outro ponto de prestígio do grupo.
A Academia de Artes e Ciências Cinematográficas reconheceram as tecnologias da ARRI e a inovação contínua com 18 Prêmios Científicos e de Engenharia. Mais recentemente, os desenvolvedores do Arrilaser foram honrados com o Prêmio Acadêmico ao Mérito® (Estatueta do Oscar®).

## História
Fundada em 1917 por August Arnold e Robert Richter inicialmente como Arnold & Richter Cine Technik.
Posteriormente o nome se torna a junção das iniciais do sobrenome dos sócios Arnold & Richter.
Em 1924 surge a primeira câmera, nomeada de Kinarri 35 
Erich Kästner projeta o sistema reflex (spinning mirror reflex shutter), lançado (inédito) na Arriflex 35 em 1937.
Na primeira metade dos anos 2000 é lançada a primeira câmera digital do grupo, desenvolvimento que culmina na criação do sistema ARRI Alexa, lançado em 2010.
Em 2015, Curt O. Schaller desenvolveu o sistema (artemis) Trinity em conjunto com Roman Foltyn, um engenheiro doutorado. Foi o primeiro sistema de estabilização de câmaras do mundo a combinar um sistema de estabilização mecânica com um sistema eletrónico.
Em abril de 2016, Schaller transferiu todo o seu portefólio de produtos Artemis da Sachtler / Vitec Videocom para a ARRI, onde irá conduzir o desenvolvimento dos sistemas (artemis) Trinity como gestor de produto para sistemas de estabilização de câmaras.
Em 2025, Curt O. Schaller recebeu o Academy Scientific and Engineering Award pelo conceito, design e desenvolvimento do sistema ARRI Trinity-2.

## Produtos
Câmeras
- Kinarri 35 (1924)
- Kinarri 16 (1928)
- Arriflex 35 (1937)
- Arriflex 35 II (1946)
- Arriflex 16ST (1952)
- Arriflex 16M (1960)
- Arriflex 35 IIC (1964)
- Arriflex 16BL (1965)
- Arritechno 35 (1970)
- Arriflex 35BL (1972)
- Arriflex 16SR (1975)
- Arriflex 35BL II (1975)
- Arriflex 35 BL III (1980)
- Arriflex 35 IIIC (1982)
- Arriflex 35 BL4 (1986)
- Arriflex 35 BL4S (1986)
- Arriflex 765 (1989)
- Arriflex 535 (1990)
- Arriflex 535 B (1992)
- Arriflex 16SR 3 (1992)
- Arriflex 435 (1994)
- Arriflex 435 ES (1995)
- Arricam Studio and Lite (2000)
- Arriflex 235 (2003)
- Arriflex D-20/21 (2003/2008)
- Arriflex 416 (2006)
- Arri Alexa (2010)
- Arri Amira (2013)
- Arri Alexa 65 (2014)
- Arri Alexa Mini (2015)
- Arri Alexa SXT (2016)

Iluminação
- Arri Fresnel (1937)
- Arri Gigant (1952)
- Arrisonne 2000 (1972)
- Arri Apollo (1979)
- Arri Studio (1988)
- Arri Compact Daylight (1991)
- Arrisun 40/25 (1992)
- Arrilux Pocket PAR (1996)
- ARRIMAX 18/12 (2005)
- Arri M40 (2011)
- Arri L7 LED Fresnel (2011)
- Arri SkyPanel (2015)

Estabilizadores de câmera
- Artemis Maxima Stabilizer
- Artemis Trinity

Scanner de filme
Arriscan